# 어떤 여행의 기록
어떤 여행의 기록은 한국에서 제작된 조범구 감독의 2000년 드라마 영화이다. 정우혁 등이 주연으로 출연하였다.

## 출연

### 주연
- 정우혁
- 김나리
- 신대환

## 제작진
- 프로듀서: 정지윤
- 조연출: 박성오
- 녹음: 류제형
- 녹음: 이원재
- 믹싱: 김수덕